# Gredina (Olaška mikroregija, Mađarska)
Gredina (mađ. Újfalu ) je pogranično selo u jugoistočnoj Mađarskoj.

## Zemljopisni položaj
Tompa je zapadno, Salašica je sjeverozapadno, mađarska Kelebija, vojvođanska Kelebija i Subotica su jugoistočno, Čikerija je jugozapadno, ribnjaci i Čongradska županija su istočno.

## Upravna organizacija
Upravno pripada olaškoj mikroregiji u Bačko-kiškunskoj županiji. Poštanski je broj 6423. Pripada selu Kelebiji.

## Promet
Nalazi se na željezničkoj pruzi koja vodi od Olaša i Blata u Suboticu. 2 km zapadno je državna cestovna prometnica br. 53, a 5 km sjeverno državna cestovna prometnica br. 55. 

## Stanovništvo
2001. je godine u Gredini živjelo 273 stanovnika.
Stanovnike se naziva Gredinašima i Gredinaškinjama.